# Владимиров Леонід Семенович
Леонід Семенович Владимиров (Йосип Самуїлович Островський) (нар. 1895, місто Єлисаветград, тепер Кропивницький — розстріляний 14 січня 1938, місто Свердловськ, тепер Єкатеринбург, Російська Федерація) — радянський державний діяч, директор Харківського паровозобудівного заводу, директор Уралмашзаводу. Член ЦК КП(б)У в червні 1933 — січні 1934 року. Член ВУЦВК, член ВЦВК 16-го скликання.

## Біографія
Народився в родині єврейського робітника Самуїла Островського. Навчався в початковій школі.
До 1917 року працював слюсарем кустарних майстерень та на заводах сільськогосподарського машинобудування «Кличко» і «Ельворті» в місті Єлисаветграді.
З лютого 1917 року — міліціонер, потім — червоногвардієць Єлисаветградського загону Червоної гвардії.
Член РСДРП(б) з травня 1917 року.
У 1918 році був членом Одеського більшовицького підпілля. У цей період змінив прізвище та ім'я—по-батькові на Владимиров Леонід Семенович.
З початку 1919 року — командир партизанського загону, який діяв в районах Тирасполя і Одеси. З 1919 року служив у Червоній армії: комісар 404-го полку, комісар бригади, командир 403-го полку 45-ї дивізії РСЧА. Після поранення демобілізувався з армії, був командиром полку міліції в Києві.
З 1922 року — на господарській роботі. У 1922—1924 роках — директор київських заводів «Більшовик» та «Червоний орач», директор групи машинобудівних заводів у місті Києві.
З 1924 по 1925 рік навчався на вищих повторних марксистських курсах при ЦК КП(б)У.
У 1925—1927 роках — завідувач відділу місцевої промисловості в місті Києві.
У 1927—1930 роках — завідувач Харківського міського відділу комунального господарства та заступник голови Харківської міської ради.
З вересня 1930 року навчався в Промисловій академії.
У жовтні 1930—1933 роках — директор Харківського паровозобудівного заводу.
29 листопада 1933 — 31 серпня 1937 року — директор заводу Уралмаш Свердловської області.
1 вересня 1937 року заарештований органами НКВС. Розстріляний у місті Свердловську 14 січня 1938 року.
Посмертно реабілітований у листопаді 1956 року.

## Нагороди та звання
- орден Червоного Прапора
- орден Червоної Зірки
- медалі